# Río Tablachaca
El río Tablachaca es un río que se encuentra en la provincia de Pallasca en la región Áncash y en la provincia de Santiago de Chuco en la región La Libertad en Perú. Forma parte de la cuenca hidrográfica del río Santa que desemboca en el océano Pacífico. Sus afluentes principales son los ríos Pampas, Conchucos, Huandoval, Cabana, Ancos, Angasmarca y Santiago.
La parte baja del río se conoce como Chuquicara, que significa "río que muestra metales preciosos". Nace en la Cordillera de Pelagatos, a una altitud de 4950 m, y se extiende aproximadamente 80 km. 
El sitio arqueológico de La Galgada se ubica en el lado oriental del Tablachaca. 

## Subcuencas
El río Tablachaca está conformado por las siguientes subcuencas:
- Subcuenca Bajo Tablachaca[4]
- Subcuenca Río Anco[4]
- Subcuenca Medio Bajo Tablachaca[5]
- Subcuenca Río Cabana[6]
- Subcuenca Río Santiago: provincia de Santiago de Chuco, región La Libertad[7]
- Subcuenca Medio Alto Tablachaca: provincia de Santiago de Chuco, región La Libertad, y provincia de Pallasca, región Áncash[8]
- Subcuenca Río Angasmarca: provincia de Santiago de Chuco, región La Libertad[8]
- Subcuenca Alto Tablachaca: provincia de Santiago de Chuco, región La Libertad, y provincia de Pallasca, región Áncash[9]